# Адамьянц, Тамара Завеновна
Адамьянц Тамара Завеновна (род. 8 ноября 1943) — доктор социологических наук, профессор, главный научный сотрудник Института социологии Федерального научно-исследовательского центра Российской академии наук.
Российский социолог, исследующий коммуникационные процессы; продолжает семиосоциопсихологическое научное направление, начатое российским ученым Т. М. Дридзе.
Председатель Исследовательского комитета «Социальная коммуникация, социальное участие и интерактивные массмедиа» Российского общества социологов (РОС).
Заслуженный деятель Российского общества социологов (РОС).
Член Союза журналистов.
Автор блога на сайте Института социологии РАН, посвященный проблемам социальной коммуникации
Автор персонального сайта «Понимание и взаимопонимание» Автор книги для детей: Адамьянц Т. З. Добрая книга для чтения и обсуждения с детьми старшего дошкольного возраста. М.: Просвещение, 2007.

## Биография
Адамьянц Тамара Завеновна родилась 8 ноября 1943 года в городе Макеевке Донецкой области на территории советской Украины. Там же окончила среднюю школу с золотой медалью.
С 1962 по 1967 год училась на факультете журналистики Московского государственного университета им. М. В. Ломоносова. Специальность по диплому — журналист, литературный редактор.
В 1981 году на факультете журналистики Московского государственного университета им. М. В. Ломоносова защитила кандидатскую диссертацию на тему «Факторы эффективности документализма в радио-и телевизионной журналистике»; присуждена ученая степень кандидата филологических наук.
С 1979 по 2000 год работала во (Всесоюзном) Институте повышения квалификации работников телевидения и радиовещания (старший методист; ст. преподаватель; зав. научно-исследовательской лабораторией; профессор).
В 1998 году в Институте социологии РАН защитила докторскую диссертацию на тему «Телекоммуникация в социальном проектировании информационной среды»; присуждена ученая степень доктора социологических наук.
В 2006 году присвоено ученое звание профессора.
С 2001 года и по настоящее время работает в Институте социологии РАН в должности главного научного сотрудника. Основная сфера изучения и анализа — социальная коммуникация и взаимодействующий с нею человек.
В качестве визитинг-профессора сотрудничала с социологическим факультетом Московского государственного университета им. М. В. Ломоносова (МГУ) и с Государственным университетом управления (ГУУ).
Была руководителем ряда научно-исследовательских проектов: в рамках Федеральной целевой программы; поддержанных РФФИ; плановых научно-исследовательских семинаров для ИС РАН. В настоящее время руководит двумя проектами (ИС РАН и РФФИ).
Имеет большое число научных публикаций: монографий, учебных пособий, методических разработок, научных статей в рецензируемых изданиях. Значительной вехой в своей научно-творческой жизни считает также «Добрую книгу для чтения и обсуждения с детьми старшего дошкольного возраста», с авторскими стихотворениями и методическими рекомендациями по развитию навыков понимания смысла воспринятых произведений у детей.

## Область научных интересов
- семиосоциопсихологическая концепция социальной коммуникации
- социально значимые процессы в системе человек — информационная (социокультурная) среда
- понимание и взаимопонимание
- смысл
- метод интенционального (мотивационно-целевого) анализа
- социоментальные группы
- коммуникативные навыки и способы (методы) их развития
- социоментальное развитие личности
- развитие личности ребёнка
- развитие личности школьника
- духовно-нравственное воспитание

## Награды и премии
- Заслуженный деятель Российского общества социологов (РОС)
- Золотая медаль Российского общества социологов (РОС)

## Научная деятельность
Диссертации:
- Факторы эффективности документализма в радио-и телевизионной журналистике (кандидат филологических наук, МГУ, факультет журналистики, 1981 год)
- Телекоммуникация в социальном проектировании информационной среды (доктор социологических наук, Институт социологии РАН, 1998 год)

Автор более 100 научных работ, посвященных проблемам понимания, социоментальным группам, социоментальному развитию личности, духовно-нравственному воспитанию личности, проблемам образования.
Руководитель ряда научно-исследовательских проектов:
- в рамках Федеральных целевых программ (ФЦП) России; поддержанных РФФИ
- плановых научно-исследовательских работ для ИС РАН
- научно-исследовательских работ прикладного плана

В настоящее время руководит двумя проектами (ИС РАН и РФФИ).
Руководство научно-исследовательскими проектами:
- Руководитель проекта РФФИ «Задачи и методы социоментального развития современной молодежи: теория, исследования, эксперименты», 2015—2017 гг.
- Руководитель проекта РФФИ «Качественные индикаторы процессов самоорганизации и самоопределения в социуме», 2011—2013 гг.
- Руководитель проекта РФФИ «Развитие коммуникативных навыков личности в зависимости от степени диалогичности информационной среды», 2008—2010 гг.
- Руководитель трех проектов в рамках Федеральной целевой программы «Формирование установок толерантного сознания личности и профилактика экстремизма в российском обществе (2001—2005 гг.)»: проекты «Создание методики и разработка организационных механизмов психолого-педагогической экспертизы материалов и продукции для детей», 2002 и 2003 гг.; проект «Разработка и внедрение учебных программ по вопросам толерантности и их методическое обеспечение», 2004 г.
- Руководитель ряда плановых научно-исследовательских работ для ИС РАН по проблемам, связанным с коммуникацией, информационной и социокультурной средой.
- Руководитель ряда научно-исследовательских работ прикладного плана, направленных на установление диалогических отношений между общающимися сторонами, выявление зрительских симпатий и антипатий по отношению к «звездам» телеэкрана.

## Публикации
Со списком работ Адамьянц Т. З. можно ознакомиться на официальном сайте Института социологии ФНИСЦ  РАН (ко многим из них есть полный текст).

### Монографии и учебно-методические работы
- Социальные смыслы глобальных процессов и перемен: механизмы и катализаторы [монография] / Т. З. Адамьянц; Институт социологии РАН. М.: Институт социологии РАН, 2017. — 69 с. // Официальный портал ИC РАН [веб-сайт]. URL: http://www.isras.ru/publ.html?id=5020. ISBN 978-5-89697-287-7
- Социология управления: Теоретико-прикладной толковый словарь / Отв. ред. А. В. Тихонов. — М.: КРАСАНД, 2015. ISBN 978-5-396-00644-7
- Адамьянц Т. З. Модели коммуникации // Социология управления: фундаментальное и прикладное знание / Отв. ред. А. В. Тихонов. — М.: Канон+, Реалибитация, 2014. ISBN 978-5-88373-375-7
- Адамьянц Т. З. Социальные коммуникации: Учебное пособие для вузов (недоступная ссылка) / «Высшее образование» (гриф). — М.: Дрофа. 2009. ISBN 978-5-358-05970-2
- Адамьянц Т. З. К проблеме коммуникативных стратегий в пиар-кампаниях // PR как модель социального взаимодействия (международный и российский опыт). М., МГУ, 2007. ISBN 978-5-98281-123-3
- Адамьянц Т. З. Добрая книга для чтения и обсуждения с детьми старшего дошкольного возраста. М.: Просвещение, 2007. ISBN 978-5-09-015859-6
- Адамьянц Т. З. Социальная коммуникация. Учебное пособие. — М.: ИС РАН, 2005—158 с. ISBN 5-89697-099-4
- Адамьянц Т. З. Диалог как основа толерантности. Учебная программа и методическое обеспечение. М.: ИС РАН, 2005. ISBN 5-89697-100-1
- Адамьянц Т. З., Шилова В. А. В поисках телезрительских симпатий / Учебно-методическое пособие для социологов, менеджеров и специалистов СМК. — М.: Институт социологии РАН, 2004. ISBN 5-89697-094-3
- Адамьянц Т. З. Дети и проблемы толерантности: сборник научно-методических материалов / Отв. ред. Т. З. Адамьянц. — М.: ИС РАН, 2003. ISBN 5-89697-085-4
- Адамьянц Т. З. От виртуального экранного образа — к «картине мира» телезрителя // Социальная коммуникация и социальное управление в экоантропоцентрической и семиосоциопсихологическкой парадигмах. Книга 1. — М.: ИС РАН, 2000. ISBN 5-89697-055-2
- Адамьянц Т. З. К диалогической телекоммуникации: от воздействия — к взаимодействию. Отв. ред. Т. М. Дридзе. — М.: ИС РАН, 1999. ISBN 5-88855-005-1
- Адамьянц Т. З. Мотивационно-целевой анализ телепередач (Формула успеха телепередачи) — М., ИПК работников телевидения и радиовещания. 1994.

### Статьи
- Адамьянц Т. З. Актуальные смыслы современной социокультурной среды // Общественные науки и современность. 2020. № 5. С. 121—130. DOI:10.31857/S086904990012327-1 https://elibrary.ru/item.asp?id=44187185 /Adamyants.pdf
- Адамьянц Т. З. Коммуникационные механизмы современных смысловых противостояний // Социологические исследования. 2019. № 3. С. 98-105. http://socis.isras.ru/files/File/2019/3/Adamyants.pdf
- Адамьянц Т. З. Латентные технологии информационных войн и «двойных стандартов» // Социологические исследования. 2016. № 12. С. 123—127 http://socis.isras.ru/files/File/2016/2016_12/Adamyants.pdf
- Адамьянц Т. З. Осторожно: смысловые атаки! // Человек. 2015. № 4. С. 77-83. https://www.isras.ru/files/File/publ/Adamyants_Chelovek_2015_verstkapdf.pdf
- Адамьянц Т. З. Концепции понимания в коммуникации: в поисках платформы для взаимопонимания // Общественные науки и современность. 2014. № 4.
- Адамьянц Т. З. Заблудившиеся в социокультурной среде // Человек. 2014. № 3.
- Адамьянц Т. З. Инновационные подходы к определению стратегий управленческого поведения (на примере изучения групп студентов) // Среднерусский вестник общественных наук. 2014. № 2.
- Адамьянц Т. З. Инновационные методы и подходы в социальном прогнозировании и социальном проектировании // Среднерусский вестник общественных наук. 2013. № 2.
- Адамьянц Т. З. Качественные индикаторы процессов самоорганизации и самоопределения в среде современных подростков // Общественные науки и современность. 2013. № 3.
- Адамьянц Т. З. Социоментальные индикаторы процессов самоорганизации и самоопределения в учебных коллективах // Социологическая наука и социальная практика. 2013. № 4.
- Адамьянц Т. З. Массовое социоментальное развитие: миф или реальная возможность? // Общественные науки и современность. 2012. № 1.
- Адамьянц Т. З. Обществу нужен телеканал // Журналист. 2012. № 4.
- Адамьянц Т. З. Социоментальная личность (Опыт изучения «картин мира» современных подростков) // Мир психологии. 2012. № 3.
- Адамьянц Т. З. Толерантность: нейтральность или определённость? // Власть. 2012. № 4.
- Адамьянц Т. З. Властелины рейтинга: впечатления взрослой аудитории о телезвездах — 2010 // Журналист. 2011. № 2.
- Адамьянц Т. З. Понимание и взаимопонимание как определяющий фактор построения коммуникативного взаимодействия // Мир психологии. 2011. № 2.
- Адамьянц Т. З. Представления о действительности современной молодежи // Вестник университета (Государственный университет управления). 2010. № 8.
- Адамьянц Т. З. Самый-самый на телевидении. Молодые телезрители о телезвездах: впечатления 2009 года // Журналист. 2010 № 1
- Адамьянц Т. З. Уровень развития коммуникативных навыков как индикатор в процессах самоопределения и самоорганизации личности // Мир психологии. 2010. № 3.
- Адамьянц Т. З. Дети в современной социокультурной среде // Россия реформирующаяся. Ежегодник / Отв. ред. М. К. Горшков. — Вып. 8. — М.: Институт социологии РАН, 2009.
- Адамьянц Т. З. Между знанием и пониманием (феномен понимания в семисоциопсихологической парадигме) // Мир психологии. 2009. № 3.
- Адамьянц Т. З. Феномен понимания в коммуникации и управлении // Вестник университета (Государственный университет управления). 2009. № 9.
- Адамьянц Т. З. Задачи и методы социальной диагностики коммуникационных процессов в системах управления // Вестник университета (Государственный Университет Управления). 2008. № 1(22).
- Адамьянц Т. З. Коммуникативные механизмы понимания: знак, значение, смысл. Интенция как смысловая доминанта коммуникативного акта (От знака и значения — к смыслу) // Мир психологии. 2008. № 2.
- Адамьянц Т. З. Коммуникативные навыки как характеристика и условие оптимизации взаимодействия человека // Мир психологии. 2008. № 1.
- Адамьянц Т. З. Социальная диагностика коммуникационных взаимодействий в системах управления // Вестник университета Государственный Университет Управления. 2008. № 1(11).
- Адамьянц Т. З. Средства массовой коммуникации в меняющемся социуме // Россия реформирующаяся: Ежегодник — 2003 / Отв. ред. Л. М. Дробижева. М.: Институт социологии РАН, 2003.

## Адамьянц Т. З. в СМИ
- «Война смыслов: впечатления прошедшего года» // Научно-популярный и образовательный журнал «Экология и жизнь». 26.01.2015
- «Право голоса» // Телеканал «ТВЦ». 11.06.2014
- Игры разума: от коммуникации к пониманию // Радио «Столица FM». 17.09.2010
- Идти не за удовольствием, а за смыслом // «Милосердие. Ru». 18.04.2012
- Картина пониманий. Из чего складываются детские представления о действительности // Третья Тетрадь